# Вичинато (Перуђа)
Вичинато (итал. Vicinato) је насеље у Италији у округу Перуђа, региону Умбрија.
Према процени из 2011. у насељу је живело 130 становника. Насеље се налази на надморској висини од 199 м.